# Hopfen, Malz und Blei

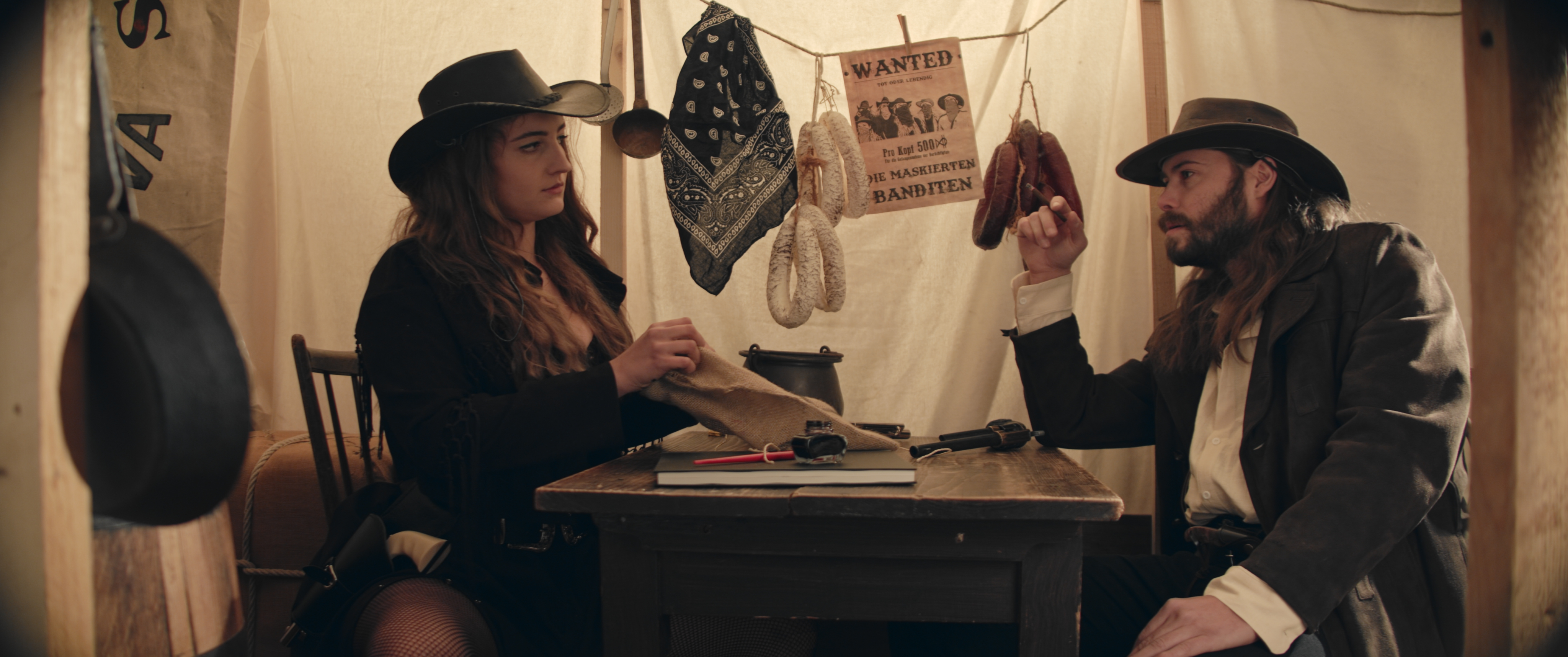
Babsi (Corinna Blädel) und Anton (Mario Pruischütz) im Planwagen

Hopfen, Malz und Blei ist eine Filmkomödie im Western-Stil von Regisseur Mark Lohr und Produzentin Gabriele Lechner, die am 11. November 2021 in die deutschen Kinos kam.

## Handlung
Auf der Suche nach einem Engagement gerät ein Musiker-Paar, bestehend aus Done und Jackie, plötzlich ins Kreuzfeuer. Fünf Brauer und ihre Braumeisterin Babsi sind als Banditen verkleidet hinter ihnen her, ebenso zwei junge Indianer und der Revolverheld Anton.

## Produktion

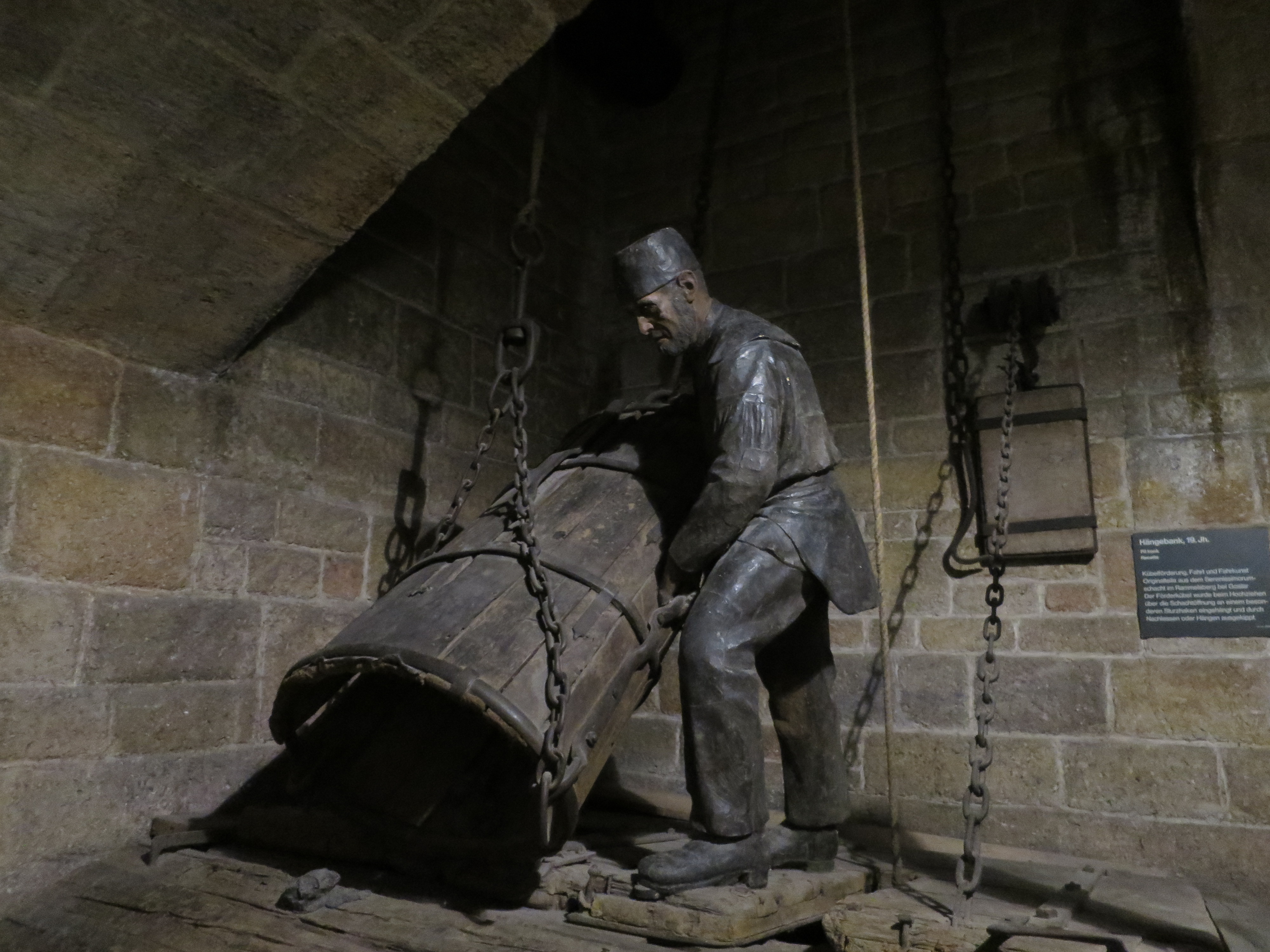
Die Dreharbeiten fanden unter anderem in der Bergwerk-Ausstellung des Deutschen Museums statt

Regie führte Mark Lohr, der gemeinsam mit Corinna Blädel und Tobias Marschall auch das Drehbuch schrieb.
Lea Liebhart und Florian Blädel spielen in den Hauptrollen das Musiker-Duo Jackie und Done. Drehbuchautorin Corinna Blädel ist in der Rolle der Braumeisterin Babsi zu sehen. Mario Pruischütz spielt den Revolverhelden Anton, Joel Akgün und Richard Ciuchendea spielen die beiden Indianer.
Gedreht wurde während des Corona-Lockdowns im Winter 2020 bei Neuhaus am Inn und Vilshofen an der Donau, in den oberbayerischen Bergen, im Münchner Umland, am Inn und im Bergwerk des Deutschen Museums. Hierfür wurde eine komplette Westernstadt-Kulisse sowie ein bayerischer Saloon aufgebaut. Regisseur Lohr fungierte auch als Kameramann und zeichnete für den Filmschnitt verantwortlich.
Der offizielle Trailer wurde im August 2021 veröffentlicht. Am 11. November 2021 kam der Film in die deutschen Kinos. Nachdem die Zuschauerzahlen durch die Einführung der 2G-Regel massiv zurückgegangen waren, wurde der Film aus den Kinos genommen und soll dort im April 2022 noch einmal starten. Neuer Starttermin: 5. Mai 2022.

## Rezeption
Das Lexikon des internationalen Films urteilte: „Im bayrischen Dialekt gefilmte Experimental-Westernkomödie, die mit viel Lust und einigem Einfallsreichtum Genremotive in die Alpen verlegt. Dabei entsteht manchmal reiner Unfug, manchmal aber auch eine hintersinnige Auseinandersetzung mit Klischees und Erwartungen.“